# St. Maria Rosenkranzkönigin (Meindorf)

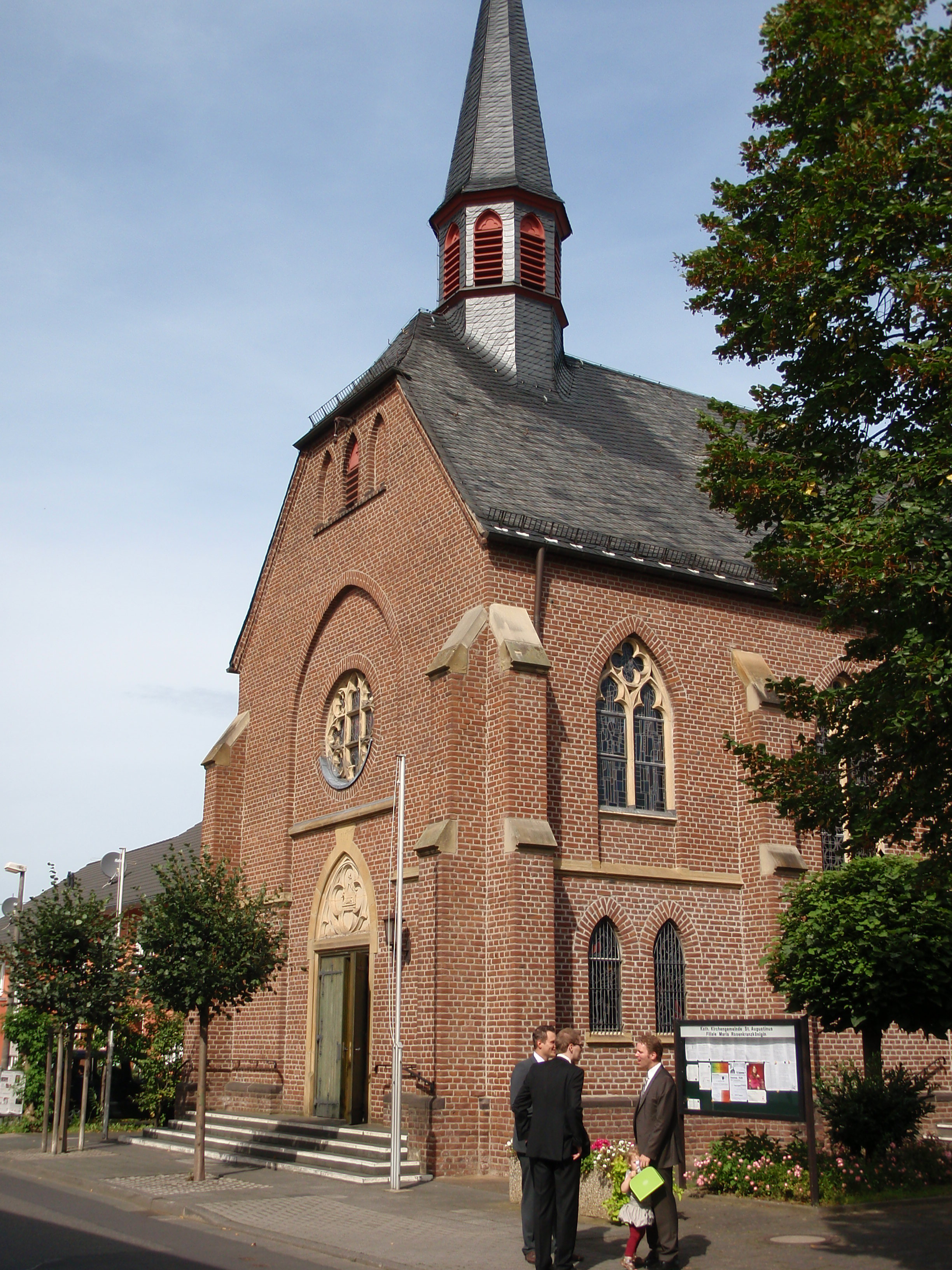
Eingangsportal St. Maria Rosenkranzkönigin, Sankt Augustin-Meindorf (2011)

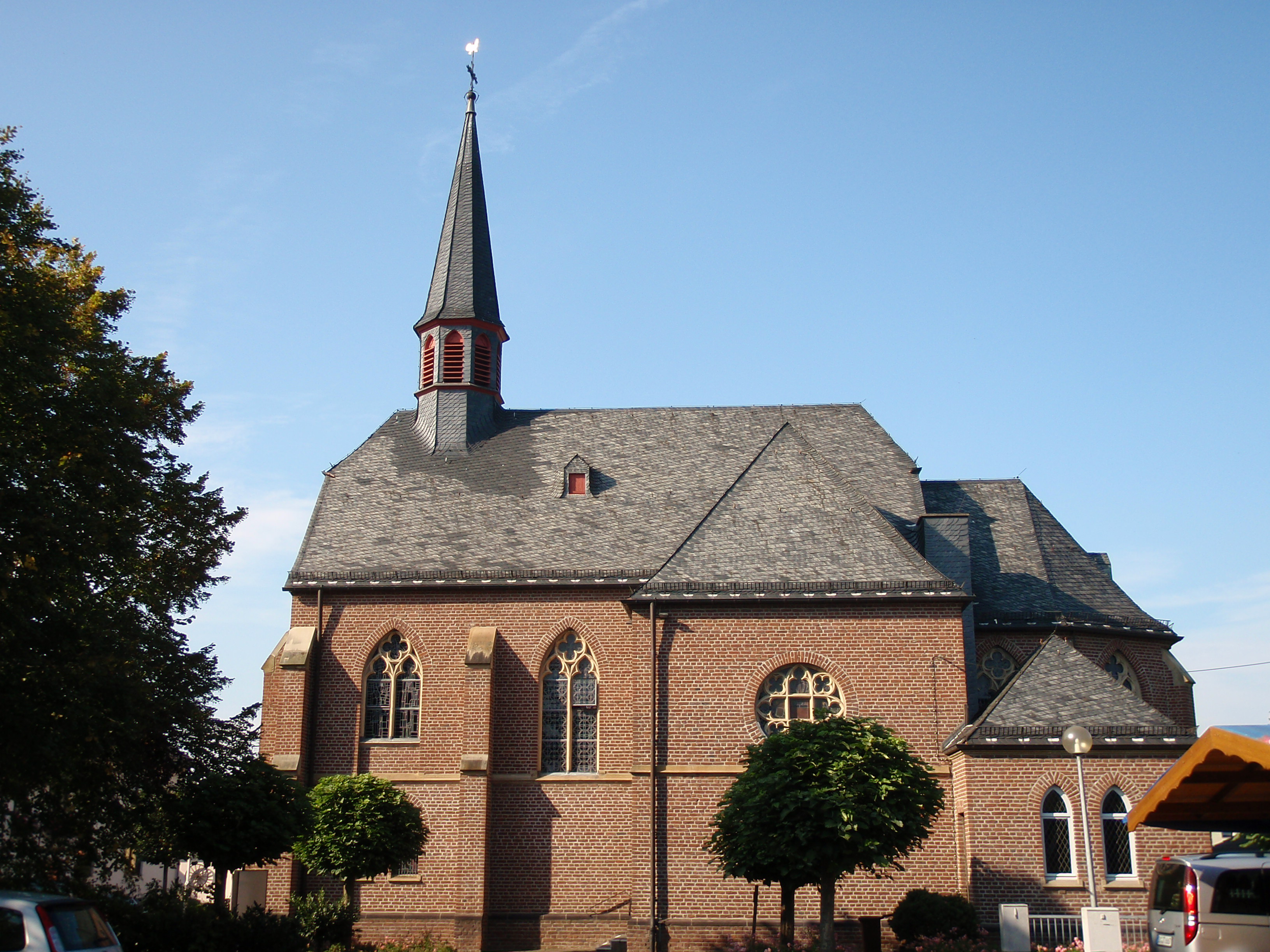
Seitenansicht der Kapelle

Sankt Maria Rosenkranzkönigin ist eine römisch-katholische Kapelle im Sankt Augustiner Ortsteil Meindorf im Rhein-Sieg-Kreis in Nordrhein-Westfalen. Sie ist eine Filialkirche von St. Augustinus in Menden und gehört damit zum Katholischen Seelsorgebereich Sankt Augustin im Kreisdekanat Rhein-Sieg-Kreis des Erzbistums Köln. Die Kapelle wurde 1912 fertiggestellt.

## Geschichte
Schon seit dem Mittelalter gehört Meindorf zur Kirchengemeinde in Menden. Ob es damals schon eine eigene Kapelle in dem Ort gegeben hat, ist bislang nicht nachgewiesen, Unterlagen des Kölner Generalvikariats deuten aber darauf hin. Zu Beginn des 20. Jahrhunderts wurde der Bau der heutigen Kapelle angegangen, hierzu gründeten die Bewohner 1905 einen Kapellenbauverein. Im Juli 1911 konnte der Grundstein gelegt werden, die Einweihung war bereits im April 1912. Erste Renovierungen gab es in den 1930er und 40er Jahren, 1951 wurden die im Krieg zerstörten Fenster erneuert. Der Umbau des Altarraums im Sinne des zweiten Vatikanischen Konzils erfolgte 1972.
Der Kirchenbau ist einschiffig mit Querhaus und abgesetztem Chor. Außerdem hat es einen Dachreiter in neugotischer Formensprache. Die Kapelle ist als Baudenkmal geschützt.

## Ausstattung
Einige der Ausstattungsgegenstände stammen aus der Erbauungszeit der Kapelle, beispielsweise eine Monstranz, die Kreuzwegstationen und eine Maria-Hilf-Ikone. 
Die Orgel der Kirche wurde 1969 von der Orgelmanufaktur Gebr. Krell aus Duderstadt fertiggestellt. Sie hat einen Umfang von 13 Registern auf zwei Manualen und Pedal.

### Glocken
Vom Turm der Kapelle erklingt das Läutemotiv „Regina caeli“. Die älteste der vier Kirchenglocken wurde 1912 von Karl Hamm aus Frankenthal gegossen. Die anderen drei stammen von der Eifeler Glockengießerei Mark aus Brockscheid und kamen erst 1992 hinzu.
| Glocke | Name              | Durchmesser | Masse   | Schlagton | Gussjahr | Inschrift |
| ------ | ----------------- | ----------- | ------- | --------- | -------- | --- |
| 1      | Dreifaltigkeit    | 664 mm      | 188 kg0 | es″ −3⁄16 | 1992     | „Der heiligen Dreifaltigkeit sei Lob und Ehr in Ewigkeit.“                                                     |
| 2      | Rosenkranzkönigin | 535 mm      | 90 kg   | f″ −5⁄16  | 1912     | „Königin des Hl. Rosenkranzes, bitte für uns.“ (Übers.)                                                        |
| 3      | Joseph            | 503 mm      | 80 kg   | g″ −3⁄16  | 1992     | „Sankt Joseph soll uns lehren Gebet und Arbeit zu ehren. Gestiftet von Josef & Annemarie Quadt, Meindorf 1991“ |
| 4      | Johannes          | 494 mm      | 76 kg   | as″ −4⁄16 | 1992     | „Johannes der Täufer heiss ich Christus den Herrn verkünd ich. Gestiftet J.R. + A. Demmer Meindorf 1992.“      |